# Боутон, Джордж Генри
Джордж Генри Боутон (англ. George Henry Boughton; 4 декабря 1833, Норидж — 19 января 1905, Лондон) — британский и американский викторианский жанровый и исторический художник.

## Биография
Родился в 1833 году в Норфолке в семье фермера. Когда мальчику было два года, семья иммигрировала в Соединённые Штаты. Боутон вырос в Олбани, штат Нью-Йорк. Он был художником самоучкой и в 1852 году уже имел в городе собственную мастерскую. К 1853-му году Боутон накопил достаточно денег, чтобы совершить шестимесячную образовательную поездку в Британию, причём, помимо Лондона, он посетил Ирландию, Шотландию и Озёрный край, интересуясь местными пейзажами.
Следующие несколько лет Боутон провёл в США. Он регулярно выставлял свои работы в Нью-Йорке и Вашингтоне. Однако осознания несовершенства собственного живописного мастерства заставило его в самом конце 1850-х годов отправиться во Францию. С 1859 года он проживал в Париже, где изучал живопись под руководством Пьера Эдуарда Фрера (1819–1886) и Эдварда Харрисона Мэя (1824–1887) в качестве простого ученика.
Усовершенствовав своё мастерство в Париже, Боутон в 1861 году перебрался в Лондон, где открыл мастерскую и снова стал работать, как самостоятельный художник. Живя в Англии, он нередко обращался с сюжетам из ранней американской колониальной истории, причём его картины «Колонисты-пуритане в Новой Англии, идущие в церковь через лес зимой» и «Возвращение «Мэйфлауэра»» быстро приобрели известность и популярность.
Продолжая жить в Лондоне, Боутон не терял связей с американской богемой, а скорее даже укрепил их. Многие свои картины он отправлял на выставки в США. Кроме того, Боутон иллюстрировал прижизненные издания произведений ведущих американских писателей и поэтов: Натаниэля Готорна, Генри Лонгфелло, Вашингтона Ирвинга.
Он был избран членом Национальной академии дизайна в Нью-Йорке в 1871 году и Лондонской королевской академии художеств (член-корреспондент с 1879, академик (действительный член) с 1896 года).
Помимо исторических картин, Боутон писал жанровые сцены и пейзажи, причём, в поисках вдохновения для последних, время от времени продолжал совершать путешествия, например, в 1883 году посетил Голландию. Кроме того, он много и плодотворно занимался литературной критикой.
В лондонский период своей жизни Боутон был очень обеспеченным человеком и одним из наиболее востребованных художников в США. В 1865 году он женился на Кэтрин Луизе, урождённой Каллен (1845 — после 1901 года), и вскоре после этого заказал у архитектора Ричарда Нормана Шоу строительство дома с мастерской для себя и супруги в лондонском районе Кэмпден-Хилл по оригинальному проекту. Когда дом был построен, Боутоны устраивали там приёмы для представителей как английской, так и посещавшей Великобританию американской богемы. Среди их гостей были Генри Джеймс, Джеймс Уистлер, Джон Сингер Сарджент и многие другие. Вместе с двумя последними Боутон также выезжал на плэнеры в деревушку Бродвей в Вустершире, которая была известна своими живописными пейзажами.
Скончался Боутон в 1905 году в своём доме в  лондонском Кэмпден-Хилле. Его творчество, невероятно высоко ценившееся при жизни, с течением времени начало забываться, однако, картины Джорджа Генри Боутона по-прежнему хранятся во многих музеях Британии и США.

## Галерея

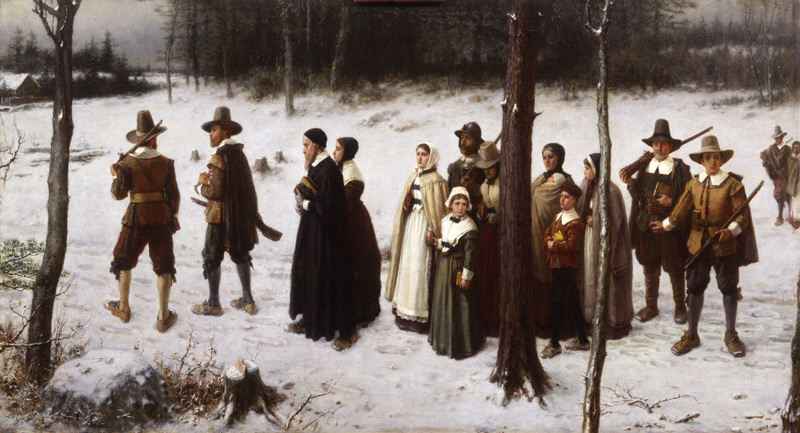
Колонисты-пуритане в Новой Англии, идущие в церковь.
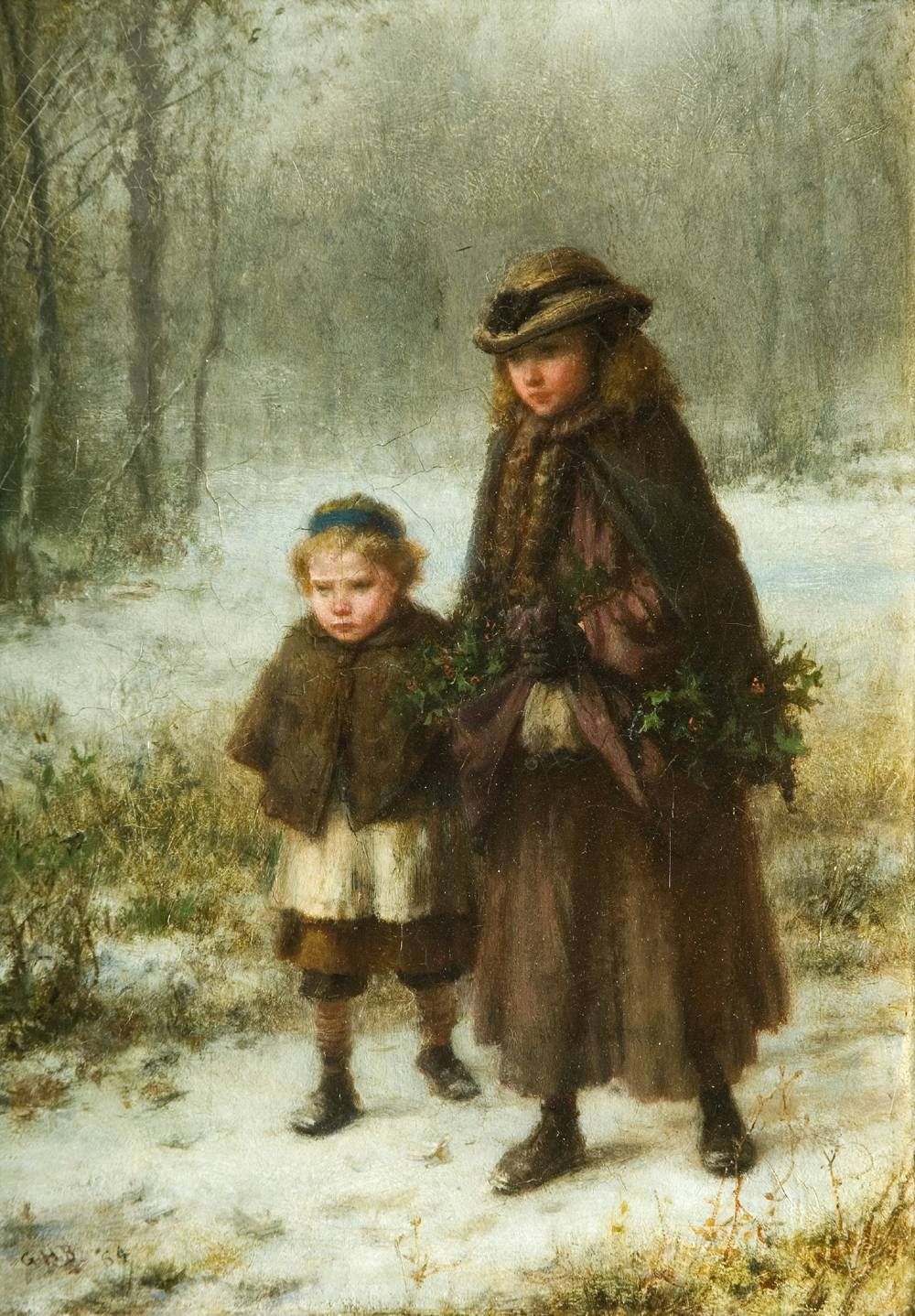
Прогулка зимним утром.
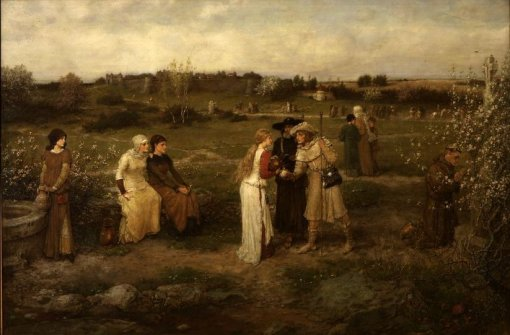
Паломники отправляются в Кентерберри
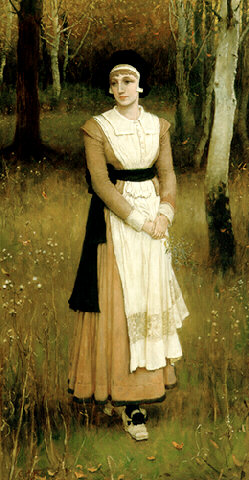
Портрет Роуз Стэндиш
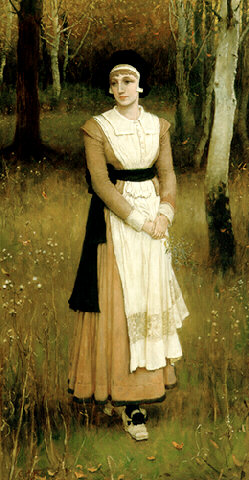
Очистка булыжной мостовой от мха
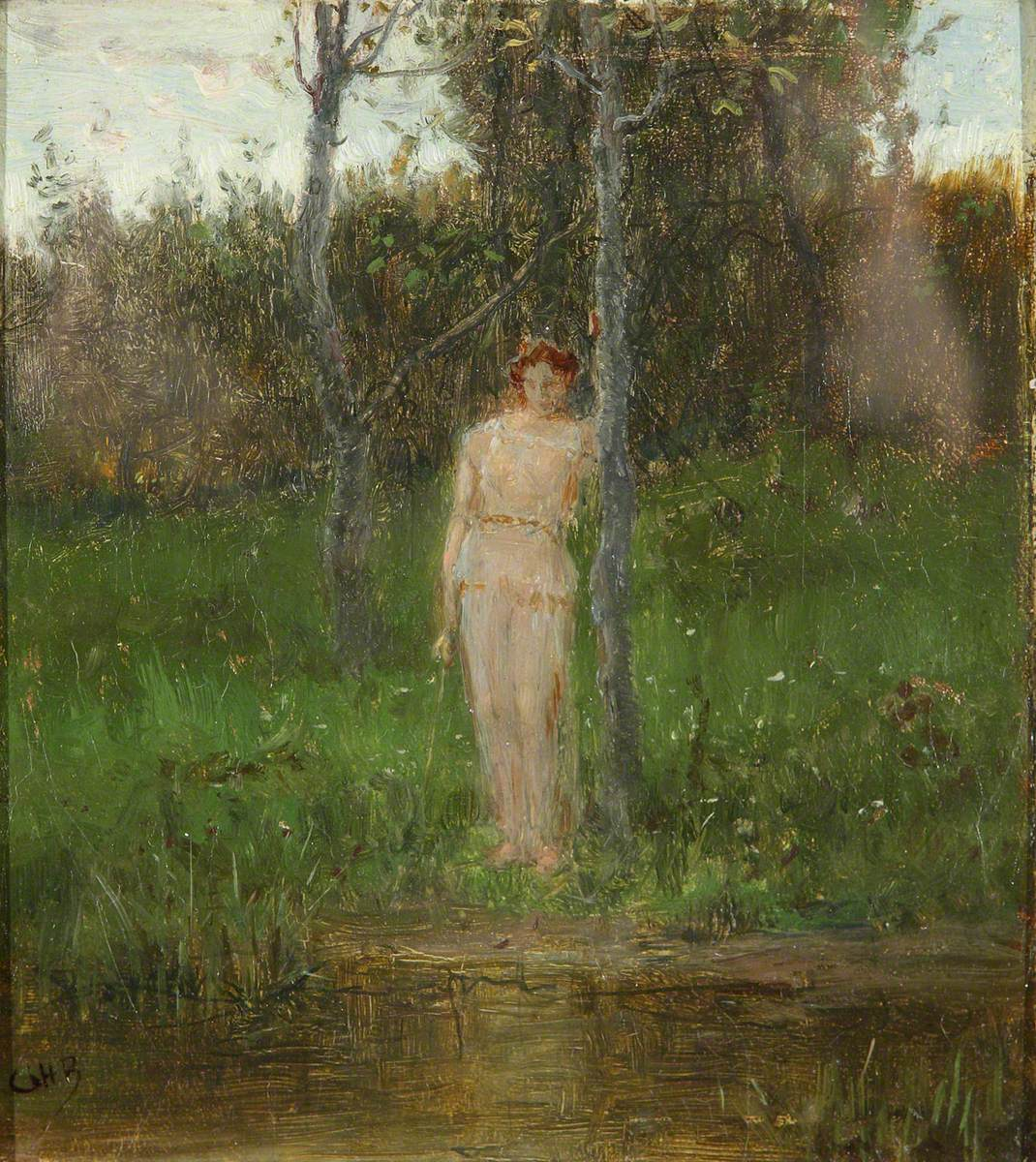
У кромки воды
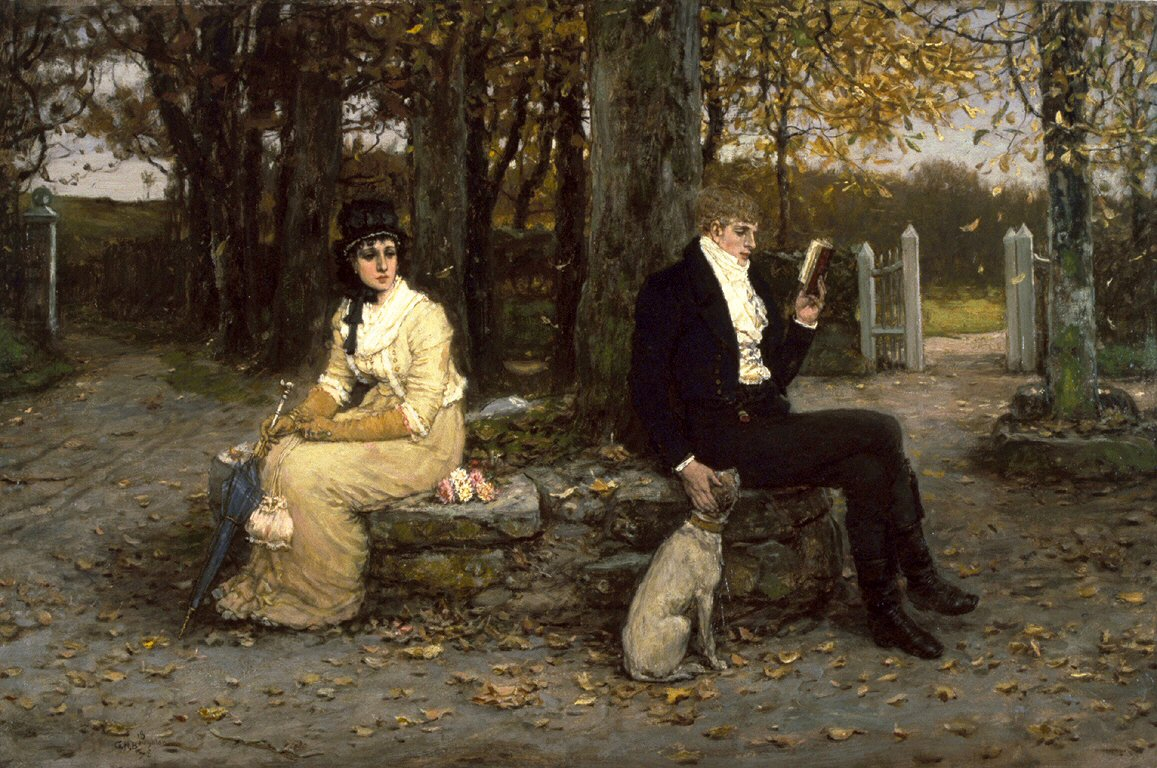
Медовый месяц кончается
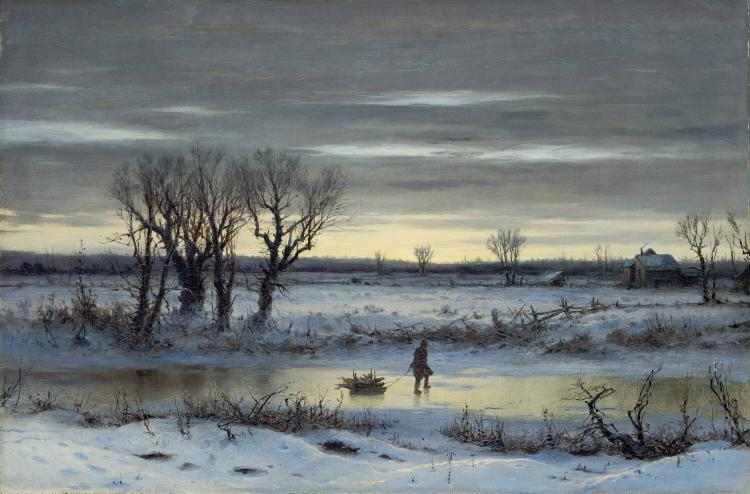
Сумерки зимой в окрестностях Олбани
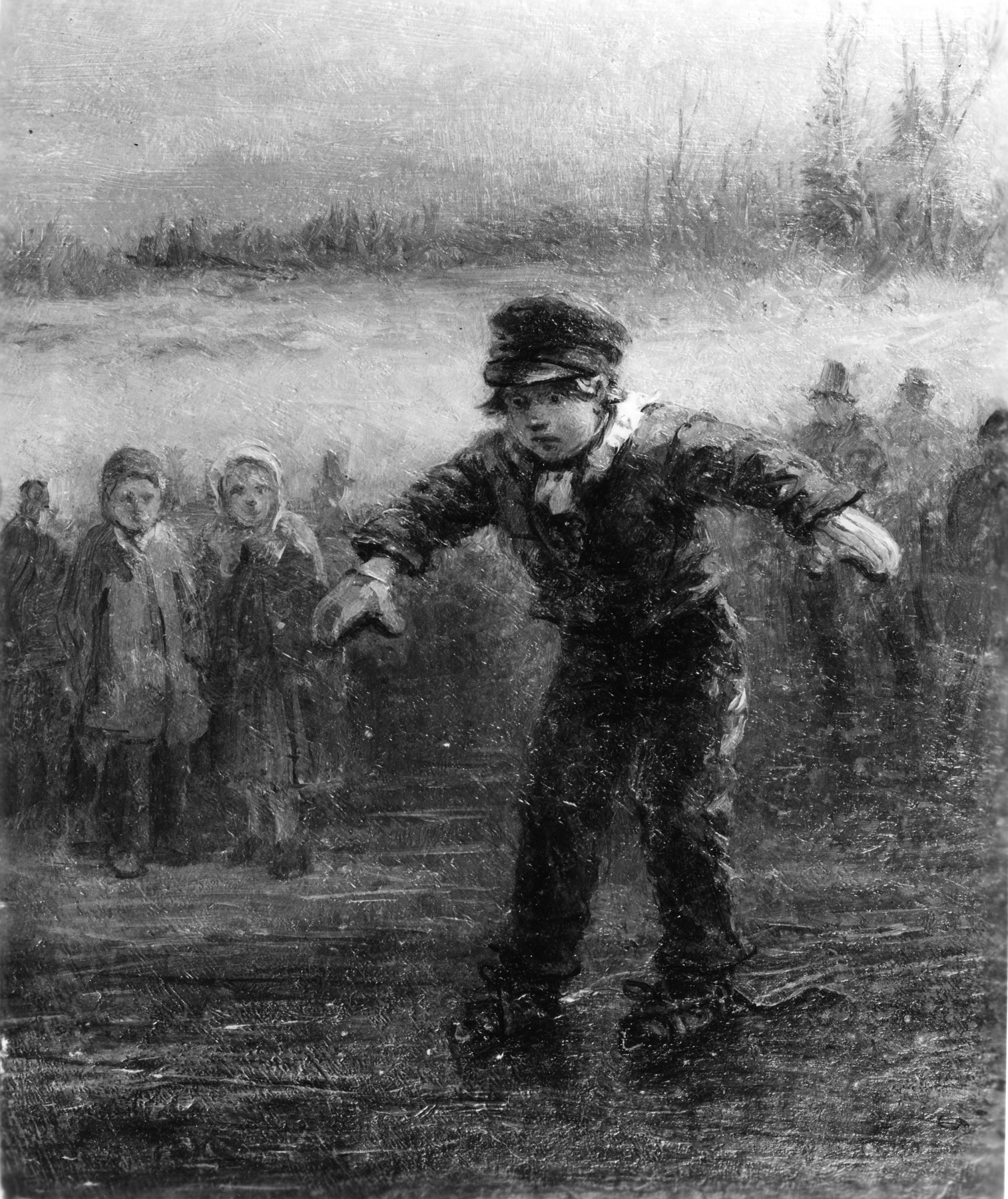
Мальчик на коньках
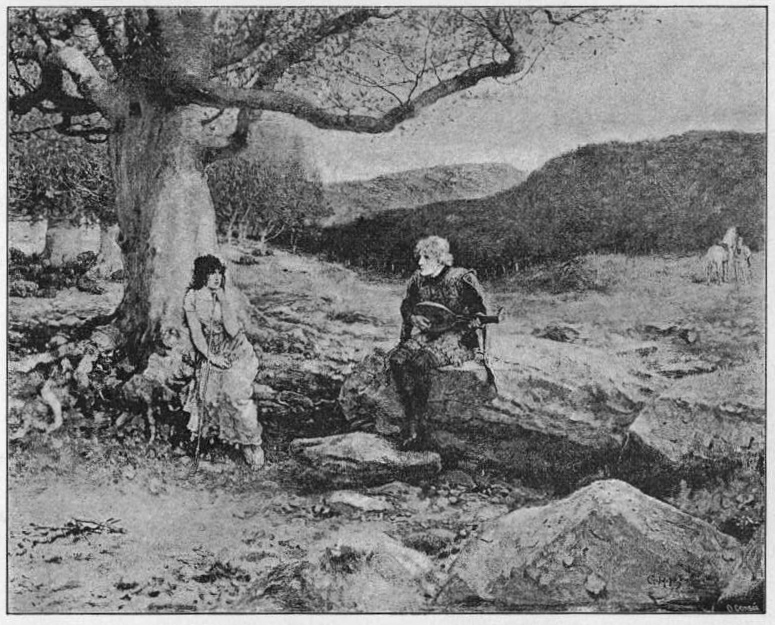
Пастушка и менестрель
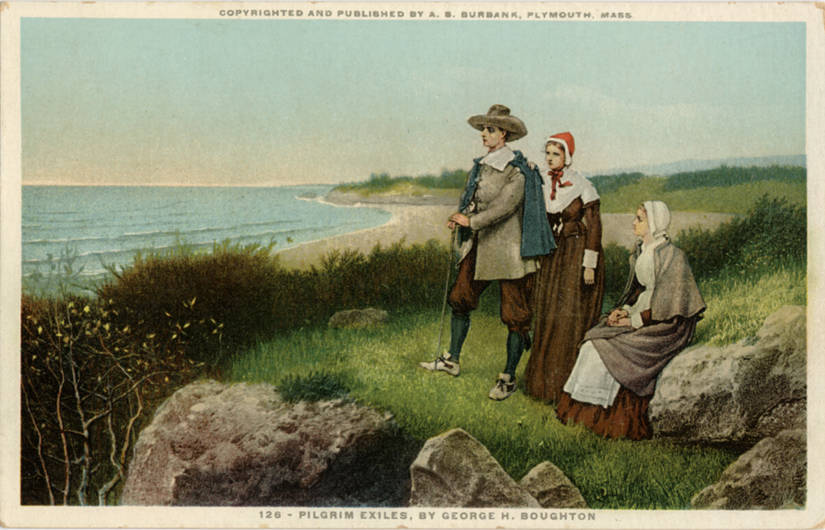
Изгнанники-пилигримы.